# フアン・ディエゴ
フアン・ディエゴ・クアウトラトアツィン（Juan Diego Cuauhtlatoatzin 1474年 - 1548年）は16世紀メキシコのインディオの農夫。グアダルーペの聖母の出現の幻視者。フアン・ディエゴは50歳の頃、キリスト教の洗礼を受けた。

## 生涯
1531年12月9日、フアン・ディエゴは教会に行く途中、テノチティトラン（現在のメキシコシティ）付近のテペヤクの丘で不思議な女性の姿を目にした。その女性は自分と同じインディオの姿であった。
女性は聖母マリアと名乗り、フアン・ディエゴに「この丘に聖堂」を建てるように告げ、また病身の親戚の回復も告げた。事実、親戚は病から回復した。彼は教会の長上に伝えた。しかし教会の司教、聖職者らは彼の話を信じていなかった。フアン・ディエゴは司教から出現の証拠を示すように言われた。
困ったフアン・ディエゴはテペヤクの丘に戻り、聖母に経緯を話した。
すると聖母はフアン・ディエゴにバラを摘むよう伝えた。彼は丘を見渡すと、ばらが咲いていた。当時のメキシコシティ周辺にはバラは自生していなかった。
彼はばらを摘み、自分が羽織っていたリュウゼツランの繊維で作ったマントに包み、司教ら届けた。
フアン・ディエゴは教会の床にマントを広げると、そこに彼が見た聖母が描かれていた。司教らは驚き、フアン・ディエゴが見た聖母の出現を本物と認めた。
その噂は人々に伝わり、テペヤクの丘に大聖堂が建立されフアン・ディエゴは自分の体験を人々に伝えた。
1548年、死去。2002年、教皇ヨハネ・パウロ2世によって列聖された。